# دره هزار فانوس
دره هزار فانوس فیلمی به کارگردانی احمدرضا گرشاسبی و نویسندگی فریدون دانشمند محصول سال ۱۳۷۲ است.

## بازیگران
- سمیرا عابدینی
- سهراب سلیمی
- بهزاد خداویسی
- مقداد رحیمی
- مینا نوروزی
- رضا جوان
- پیمان آقارضایی
- مریم رحیمی
- مهدی عربی
- صدیقه کیانفر
- محمد علیخانی
- اسماعیل صفایی
- هما خاکپاش
- جمشید مرعشی
- ابراهیم گل‌محمدی